# Coryphantha robustispina
Coryphantha robustispina är en kaktusväxtart som först beskrevs av A. Schott och Georg George Engelmann, och fick sitt nu gällande namn av Nathaniel Lord Britton och Joseph Nelson Rose. Coryphantha robustispina ingår i släktet Coryphantha, och familjen kaktusväxter.

## Underarter
Arten delas in i följande underarter:
- C. r. robustispina
- C. r. scheeri

## Bildgalleri

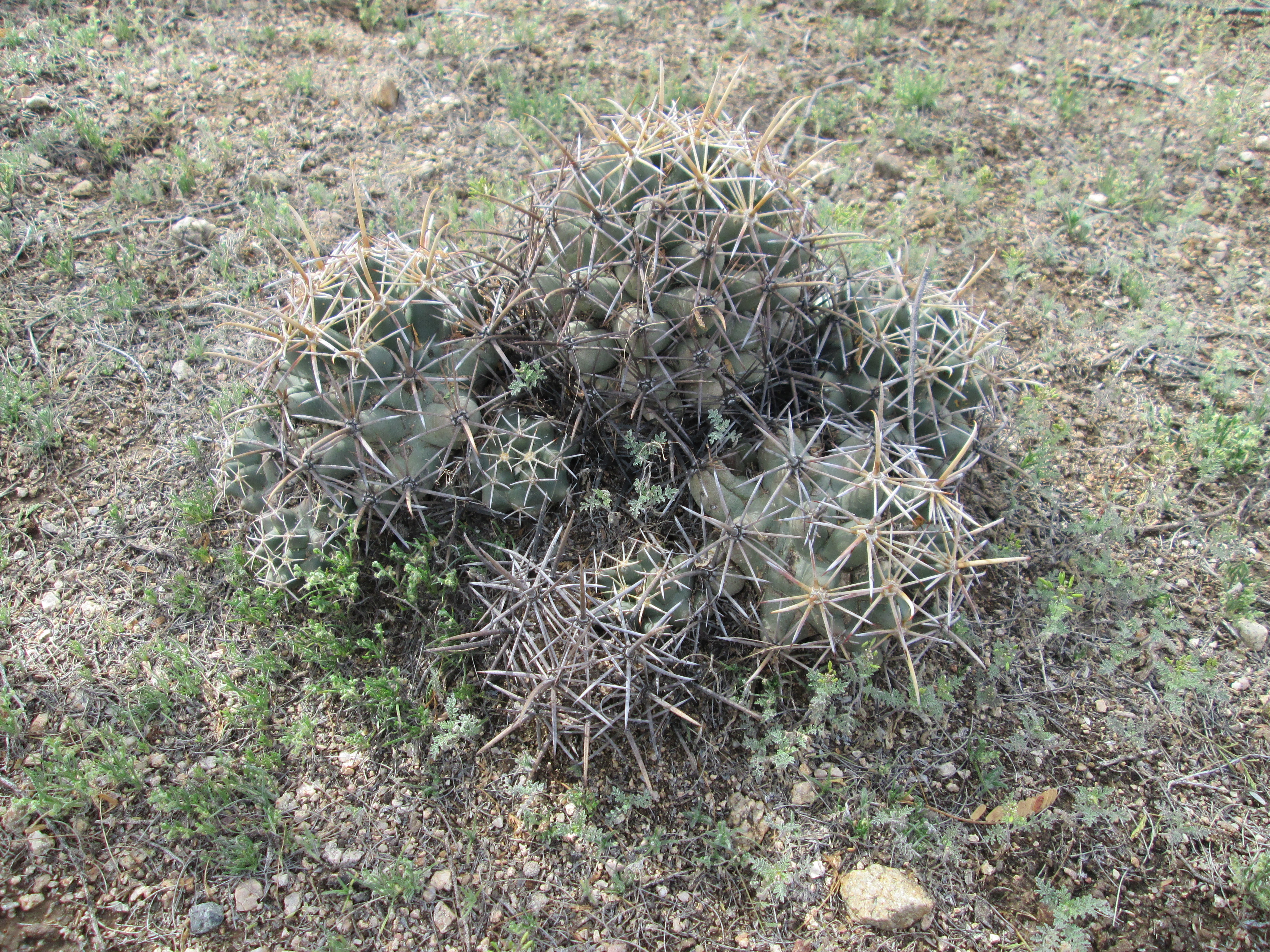
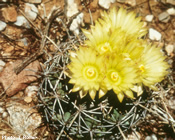